# Robot Communications
Robot Communications Inc. (株式会社ロボット Kabushikigaisha Robotto) là một công ty hoạt hình và hiệu ứng hình ảnh độc lập ở Nhật Bản được thành lập vào 3 tháng 6 năm 1986, có trụ sở đặt tại Shibuya, Tokyo. Công ty nhận được giải Giải Oscar cho phim hoạt hình ngắn hay nhất 2008 cho phim La Maison en Petits Cubes.

## Phim có tham gia sản xuất
- Trouble Chocolate (1999-2000) (với AIC Cooperation)
- Space Travelers (2000) (với Media.Vision)
- Stray Sheep (2001)
- The Diary of Tortov Roddle (2003)
- Nanami-chan (2004-2009) (với Group TAC)
- Zipang (2004-2005) (với Studio DEEN)
- Red Garden (2006-2007) (đồng hợp tác voiứ Gonzo)
- Kaiketsu Zorori: Quest for the Mysterious Treasure (2006) (với Sunrise và Asia-Do)
- La Maison en Petits Cubes (2008) (Giải Oscar lần thứ 81: Giải Oscar cho phim hoạt hình ngắn hay nhất)
- Paper Rabbit Ropé (2009-)
- Ring of Gundam (2009) (với Sunrise)
- Uchurei (2009) (với Drop)
- Professor Layton and the Eternal Diva (2009) (với Oriental Light and Magic, P.A. Works và LEVEL-5 Inc.)
- Space Battleship Yamato (2010)
- Friends: Mononoke Shima no Naki (2011) (cùng với Shirogumi)
- Wild 7 (2011)
- Carino Coni (2014)
- Stand by Me Doraemon (2014) (sản xuất cùng với Shin-Ei Animation)
- Stand by Me Doraemon 2 (2020) (sản xuất cùng với Shin-Ei Animation)
- Godzilla Minus One (2023), sản xuất cùng Toho Studios[1]